# Agapanthia pustulifera
Agapanthia pustulifera es una especie de escarabajo del género Agapanthia, familia Cerambycidae. Fue descrita científicamente por Pic en 1905.
Habita en Israel, Jordania, Palestina y República Árabe Siria. Esta especie mide aproximadamente 17 mm y su período de vuelo ocurre en el mes de mayo.